# Craniophora albonigra
Craniophora albonigra là một loài bướm đêm trong họ Noctuidae.